# Friedrich Wigand
Friedrich Wigand (* 29. Mai 1887 in Bielefeld; † 30. Januar 1966 ebenda) war ein deutscher Politiker (DVP).

## Leben
Nach dem Besuch des Gymnasiums in Bielefeld studierte Wigand zunächst Philologie und evangelische Theologie an den Universitäten in Marburg und Kiel, dann Staatswissenschaften an der Friedrich-Wilhelms-Universität Berlin. Während seines Studiums wurde er 1906 Mitglied der Burschenschaft Arminia Marburg, 1929 auch Alter Herr der Frankfurter Burschenschaft Arminia. Er diente als Soldat im Ersten Weltkrieg und arbeitete später als Syndikus und Geschäftsführer für wirtschaftliche Verbände in Bielefeld und Berlin-Zehlendorf.
Wigand trat nach dem Kriegsende in die nationalliberale Deutsche Volkspartei (DVP) ein und wurde zum Generalsekretär der DVP Westfalen-Nord bestimmt. Er war Stadtverordneter in Bielefeld. Im Mai 1928 wurde er als Abgeordneter in den Preußischen Landtag gewählt, dem er bis zum Ende der vierten Legislaturperiode 1933 angehörte. Im Parlament vertrat er den Wahlkreis 17 (Westfalen-Nord).